# Roger Marcus Polhill
Roger Marcus Polhill (né en 1937 à Nairobi) est un botaniste anglais. Il a travaillé aux Jardins botaniques royaux de Kew. C'est un expert des Fabaceae.

## Quelques publications

### Livres
- 2003. Flora of tropical East Africa. Ed. Balkema
- 1976. Palynotaxonomic investigation of Fagus L. and Nothofagus Bl.: light microscopy, scanning electron microscopy, and computer analysis / [por] Sharon L. Hanks and David E. Fairbrothers ; and, Genistae (Adans.) Benth. and related tribes (Leguminosae) / [por] R.M. Polhill. Ed. Academic Press. 480 pp.

## Honneurs

### Éponymes
Genre
- (Fabaceae) Polhillia C.H.Stirt.[2]

Especes
- (Commelinaceae) Commelina polhillii Faden & M.H.Alford[3]
- (Fabaceae) Acacia polhillii Villiers & Du Puy[4]

Polhill est l’abréviation botanique standard de Roger Marcus Polhill.
Consulter la liste des abréviations d'auteur en botanique ou la liste des plantes assignées à cet auteur par l'IPNI, la liste des champignons assignés par MycoBank, la liste des algues assignées par l'AlgaeBase et la liste des fossiles assignés à cet auteur par l'IFPNI.